# Хана Харпер
Хана Харпер (енгл. Hannah Harper; Бриксам, 4. јул 1982) је енглеска порнографска глумица и редитељка.

## Каријера
Хана је 2001. године почела да се бави моделингом у Лондону, на предлог њеног тадашњег супруга. После годину дана се преселила у Лос Анђелес, пре него што је почела да снима професиналне филмове наступила је у неколико аматерских порно филмова, потом је потписала ексклузивне уговоре са продукцијама Legend Entertainment и Sin City Video. Часопис Пентхаус је прогласио „љубимицом“ (енгл. Penthouse Pet) за месец април 2002. године.

## Награде и номинације
| Година | Награда     | Исход      | Категорија                      | Филм          |
| ------ | ----------- | ---------- | ------------------------------- | ------------- |
| 2002   | Night Moves | награда    | Best New Starlet (Fan’s Choice) | /             |
| 2003   | AVN         | номинација | Best New Starlet                | /             |
| 2003   | AVN         | номинација | Best Actress – Video            | Role Models 2 |
| 2003   | AVN         | номинација | Best Sex Scene Coupling – Video | Role Models 2 |
| 2003   | XRCO        | номинација | Starlet                         | /             |
| 2004   | AVN         | номинација | Best Group Sex Scene – Video    | /             |
| 2007   | AVN         | номинација | Contract Star of the Year       | Sin City      |
| 2007   | AVN         | номинација | Best Group Sex Scene – Video    | Sodom 2       |

## Филмографија
- Anal Addicts 4 (2001)
- Asses Galore 16 (2001)
- Babysitter 7 (2001)
- Ben Dover's End Games (2001)
- Big Omar's British Adventures: No Holes Barred (2001)
- Blue Angel (2001)
- Cock Smokers 35 (2001)
- Cumback Pussy 44 (2001)
- Four Finger Club 16 (2001)
- Girlfriends (2001)
- Gutter Mouths 22 (2001)
- Heist 1 (2001)
- Kelly The Coed 12: Mommy's Little Monster (2001)
- More Dirty Debutantes 195 (2001)
- Naughty College School Girls 15 (2001)
- Naughty College School Girls 18 (2001)
- North Pole 24 (2001)
- One Eyed Jack's Backdoor Raiders (2001)
- Private Performance 171: Hannah Harper (2001)
- Private Performance 174: Girlfriends 5 (2001)
- Pussyman's Decadent Divas 14 (2001)
- Sarajevo (2001)
- Service Animals 4 (2001)
- Tales From The Script 1 (2001)
- Trailer Trash Nurses 5 (2001)
- Up And Cummers 98 (2001)
- Wasteland (2001)
- Will Power (2001)
- American Nymphette 5 (2002)
- Devil Girl 2 (2002)
- Farmer's Daughters do College (2002)
- Funny Boners 1 (2002)
- Gallery of Sin 5 (2002)
- Gallery of Sin 6 (2002)
- Hannah Harper AKA Filthy Whore (2002)
- Hannah Harper Exposed (2002)
- Heist 2 (2002)
- Jerome Tanner's Vice Squad (2002)
- Love Potion 69 (2002)
- Mia Smiles AKA Filthy Whore (2002)
- Nymph Fever 7 (2002)
- Nymph Fever 8 (2002)
- On Location With Simon Wolf (2002)
- On The Set With Hannah Harper (2002)
- Pimped By An Angel 3 (2002)
- Princess Whore 1 (2002)
- Princess Whore 2 (2002)
- Private Performance 179: Liquid Gold 14 (2002)
- Pussyman's Ass Busters 3 (2002)
- Pussyman's Decadent Divas 17 (2002)
- Pussyman's Decadent Divas 19 (2002)
- Pussyman's Decadent Divas 20 (2002)
- Pussyman's Face Sitting Fanatics 2 (2002)
- Pussyman's Shaving Starlets 3 (2002)
- Pussyman's Squirt Fever 1 (2002)
- Role Models 2 (2002)
- Role Models 3 (2002)
- Sexoholics (2002)
- Sodomania: Slop Shots 11 (2002)
- Sorority Sisters, Sorority Sluts (2002)
- Teenland 3: Beauty Queen (2002)
- Teenland 4: Erotic Journey (2002)
- Trailer Trash Nurses 6 (2002)
- UK Student House 3 (2002)
- Up And Cummers 99 (2002)
- V-eight 5 (2002)
- V-eight 6 (2002)
- Whore With No Name (2002)
- Wonderland (2002)
- 18 and Ready to Fuck 2: Anal Edition (2003)
- Adult Video News Awards 2003 (2003)
- All About Ass 12 (2003)
- All Star Ass Blast (2003)
- Anal Addicts 12 (2003)
- Anal Angels (2003)
- Anally Submerged Semen Slurpers (2003)
- Angels (2003)
- Assploitations 2 (2003)
- Avy Scott AKA Filthy Whore (2003)
- Bachelor (2003)
- Calli Cox AKA Filthy Whore (2003)
- Campus Confessions 6 (2003)
- Cum Cravers (2003)
- Dangerous Lives Of Blondes (2003)
- Dear Whore 1 (2003)
- Deep Throat This 13 (2003)
- Double Stuffed Sluts (2003)
- Erotica XXX 2 (2003)
- Erotica XXX 3 (2003)
- Fidelity Inc. (2003)
- Grand Theft Anal 1 (2003)
- Holly Hollywood AKA Filthy Whore (2003)
- Hot Bods And Tail Pipe 28 (2003)
- Kill For Thrills (2003)
- La Femme Nikita Denise 2 (2003)
- Only the Best of Models (2003)
- Pussy Foot'n 7 (2003)
- Pussyman's International Butt Babes 6 (2003)
- Quality Time (2003)
- Screaming Orgasms 11 (2003)
- Search and Destroy 3 (2003)
- Sexhibition 8 (2003)
- Spread 'Em Wide 1 (2003)
- Teenland 5: Sexual Discovery (2003)
- True Power (2003)
- V-eight 8 (2003)
- Whore Hunters (2003)
- Young Sluts, Inc. 12 (2003)
- Ablaze (2004)
- Anal Delinquents 1 (2004)
- Apprentass 1 (2004)
- Assploitations 4 (2004)
- Dawn of the Debutantes 16 (2004)
- Dementia 1 (2004)
- Dementia 2 (2004)
- Devil's Playground (2004)
- Dream Teens 1 (2004)
- Flawless 2 (2004)
- Friends And Lovers (2004)
- Jenna And Friends (2004)
- Kiss Me Deadly (2004)
- Make Me Cum (2004)
- Mika Tan AKA Filthy Whore (2004)
- My Favorite Babysitters 1 (2004)
- Payback (2004)
- Pimped By An Angel 4 (2004)
- Silk Stockings (2004)
- Take That Deep Throat This 1 (2004)
- Undertow (2004)
- Anal Beauties (2005)
- Analogy 1 (2005)
- Apprentass 3 (2005)
- Blonde Factory (2005)
- Dream Teens 2 (2005)
- Dream Teens 3 (2005)
- Hottest Bitches In Porn (2005)
- Mayhem Explosions 3 (2005)
- Naughty Shorts 2 (2005)
- Sodom 1 (2005)
- Sodom 2 (2005)
- Stalker (2005)
- Boss (2006)
- Butt Sluts 2 (2006)
- Dementia 4 (2006)
- Dream Teens 5 (2006)
- Gush (2006)
- Hannah Goes To Hell (2006)
- Hookers (2006)
- Inferno (2006)
- Pink Paradise 1 (2006)
- Rock Hard: Making the Video (2006)
- Sex Therapy 2 (2006)
- Smokin' Crack 2 (2006)
- Big Wet Tits 4 (2007)
- Blow Me Sandwich 10 (2007)
- Deeper 8 (2007)
- Doll House 1 (2007)
- Go Fuck Myself 2 (2007)
- Hannah Harper Anthology (2007)
- Hannah: Erotique (2007)
- Jack's Leg Show 2 (2007)
- Love To Fuck 3 (2007)
- Mademoiselle (2007)
- Monster Meat 2 (2007)
- Pussy Treasure (2007)
- Sex Addicts 3 (2007)
- Sexual Freak 5: Hannah Harper (2007)
- Stuffed Sluts (2007)
- Sub-urban Sex (2007)
- Tainted Teens 4 (2007)
- Fantasy All Stars 9 (2008)
- Jack's POV 11 (2008)
- I Love Anal (2010)
- Nasty (2010)
- Me And My BFF Threeway (2012)
- MILF Extreme (2012)
- Peter's Game: 2 on 1 (2012)